# Lucius Calpurnius Piso (Konsul 27)
Lucius Calpurnius Piso (bis zur erzwungenen Namensänderung 20 n. Chr. Gnaeus Calpurnius Piso) war ein römischer Politiker und Senator des 1. Jahrhunderts n. Chr. aus dem Geschlecht der Calpurnier. 27 n. Chr. war er zusammen mit Marcus Licinius Crassus Frugi ordentlicher Konsul.

## Herkunft und Namenswechsel
Pisos Vater war Gnaeus Calpurnius Piso („der Ältere“), Konsul des Jahres 7 v. Chr., seine Mutter war Munatia Plancina. Lucius Calpurnius Piso wurde mit dem Vornamen Gnaeus („der Jüngere“) als älterer Sohn des Ehepaars geboren; sein jüngerer Bruder war Marcus Calpurnius Piso. Das Geburtsjahr von Gnaeus dem Jüngeren muss wohl vor 16 v. Chr. liegen, da er mit dem Konsulat 27 n. Chr. ein Amt bekleidete, für das ein Mindestalter von 43 Jahren galt.
Der Vater war 18/19 n. Chr. Statthalter der Provinz Syrien, wo er heftige Auseinandersetzungen mit Germanicus, einem Mitglied der kaiserlichen Familie, hatte. Als dieser eines ungeklärten Todes starb, geriet Gnaeus der Ältere unter Mordverdacht und wurde im Jahr 20 n. Chr. des Hochverrates angeklagt. Vor einer Verurteilung nahm er sich das Leben, bat jedoch Kaiser Tiberius in einem Schreiben darum, seine beiden Söhne zu schonen, unter anderem mit der Begründung, Gnaeus habe sich während der gesamten fraglichen Zeit in Rom aufgehalten. Der folgende posthume Prozess verlief eher zu Ungunsten der Calpurnii; so schlug der Konsul Marcus Aurelius Cotta Maximus Messalinus vor, die Hälfte des Erbes in die Staatskasse einzuziehen, die andere Hälfte an den Sohn Gnaeus auszubezahlen und Marcus zu verbannen. Dieser Vorschlag wurde in verschiedenen Punkten vom Kaiser abgemildert. Dem nun erlassenen Senatsbeschluss, dem Senatus consultum de Gnaeo Pisone patre zufolge musste der ältere Sohn Gnaeus jedoch, weil er genauso hieß wie der verurteilte Vater, seinen Namen in „Lucius“ ändern. Offiziell war dies nur eine Empfehlung des Senats, damit er sich von seinem Vater abgrenze, jedoch wurde Gnaeus insofern zur Annahme gedrängt, als man ihn bereits im Senatsbeschluss konsequent als „Lucius“ bezeichnete.

## Politische Laufbahn
Pisos Karriere tat die Verurteilung seines Vaters keinen Abbruch: Bereits 18 n. Chr. war er Quaestor des Kaisers gewesen, was wohl auch die Erklärung dafür bietet, dass er seinen Vater nicht nach Syrien begleitete und damit nicht direkt an den Wirren um den Tod des Germanicus beteiligt war. Im Jahr 27 hatte er gemeinsam mit Marcus Licinius Crassus Frugi das ordentliche Konsulat inne. Ungefähr von 36 bis 38/39 war er schließlich Stadtpräfekt von Rom. Als solcher erhielt er von Caligula einen Brief, in dem dieser den Tod des Kaisers Tiberius verkündete.
Höchstwahrscheinlich 39/40 (eventuell auch 38/39) war er Prokonsul von Africa. Die Übernahme dieses Amtes ließ Kaiser Caligula befürchten, Piso könne eine zu mächtige Position einnehmen und gegen ihn revoltieren. Daher unternahm er eine Verwaltungsreform, die einer faktischen Teilung der Provinz gleichkam: Der Oberbefehl über die Legio III Augusta wurde dem Prokonsul entzogen und einem kaiserlichen Legaten übertragen, der aber in dem von seinen Truppen besetzten Gebiet auch zivile Verwaltungsaufgaben übernahm und von Piso und seinen Nachfolgern unabhängig war. Tacitus schildert jedoch die gleiche Begebenheit für den Vorgänger Pisos, Marcus Iunius Silanus, sodass nicht ganz klar ist, unter welchem Statthalter die Machtbeschneidung angeordnet wurde. Edmund Groag hat 1897 vermutet, dass unter Silanus der Oberbefehl auf den Legaten übertragen wurde und sein Nachfolger Piso dann der erste Amtsträger ohne militärisches Kommando war. Diesen Sachverhalt habe der Historiker Cassius Dio missverstanden und die gesamte oben skizzierte Episode auf Lucius Calpurnius Piso bezogen. Allerdings wird mittlerweile für möglich gehalten, dass zwischen Silanus und Piso noch Gaius Rubellius Blandus und Servius Cornelius Cethegus als Statthalter amtierten.
Im Anschluss an die Amtszeit in Africa wurde Piso Statthalter der Provinz Dalmatia.

## Familie
Piso war verheiratet mit Licinia, der Schwester seines Amtskollegen als Konsul von 27, Marcus Licinius Crassus Frugi, und Tochter des Konsuls von 14 v. Chr. gleichen Namens. Sohn von Piso und Licinia war Lucius Calpurnius Piso, Konsul im Jahr 57. Aus dem Senatsbeschluss, der sich an den Prozess gegen seinen Vater Piso den Älteren anschloss, ist außerdem eine Calpurnia Cn. Pisonis filia (Calpurnia, Tochter des Gnaeus Piso) bekannt, von der nicht sicher ist, ob sie Tochter des älteren oder des jüngeren Namensträgers ist, ob sie also als Schwester oder als Tochter des Konsuls von 27 n. Chr. zu sehen ist. Während Eck, Caballos und Fernández für zweitere Variante plädierten, widerlegte sie Platschek 2009 in einem Aufsatz.

## Datierung des Todes
Plinius der Jüngere schreibt in einem seiner Briefe folgendes:

“Quid enim tam circumcisum tam breve quam hominis vita longissima? An non videtur tibi Nero modo modo fuisse? cum interim ex iis, qui sub illo gesserant consulatum, nemo iam superest. Quamquam quid hoc miror? Nuper L. Piso, pater Pisonis illius, qui Valerio Festo per summum facinus in Africa occisus est, dicere solebat neminem se videre in senatu, quem consul ipse sententiam rogavisset.”

„Wie beschränkt, wie kurz ist doch das längste menschliche Leben! Oder ist es Dir nicht, als ob Nero gerade eben erst gelebt hätte? Und doch ist inzwischen von denen, die unter ihm Konsuln waren, keiner mehr am Leben! Doch wieso wundere ich mich darüber? Kürzlich noch pflegte L. Piso, der Vater jenes Piso, der von Valerius Festus in scheußlichster Weise in Afrika ermordet wurde, zu sagen, er sehe niemanden mehr im Senat, den er selbst als Konsul zur Meinungsäußerung aufgefordert habe.“

Das „kürzlich“ im letzten Satz kann sich dabei nicht direkt auf den Verfassungszeitpunkt des Briefes, ca. 100 n. Chr., beziehen, da Piso zu diesem Zeitpunkt ja bereits 120 Jahre alt gewesen wäre. Vielmehr nimmt es auf den Abschnitt davor über Nero Bezug. Die hier wiedergegebene Aussage des Piso ist also auf einen Zeitpunkt kurz nach dem Tod dieses Kaisers 68 n. Chr. zu datieren, der ja dem Zeitgefühl von Plinius zufolge ebenfalls erst „kürzlich“ gestorben sei. Lucius Calpurnius Piso hat anscheinend etwa 70 n. Chr. noch gelebt, als alle Senatoren aus der Zeit seines Konsulates bereits gestorben waren – und diese Tatsache schien dem Briefautor Plinius noch 30 Jahre später in guter Erinnerung gewesen zu sein.